# Sabine Kühlich

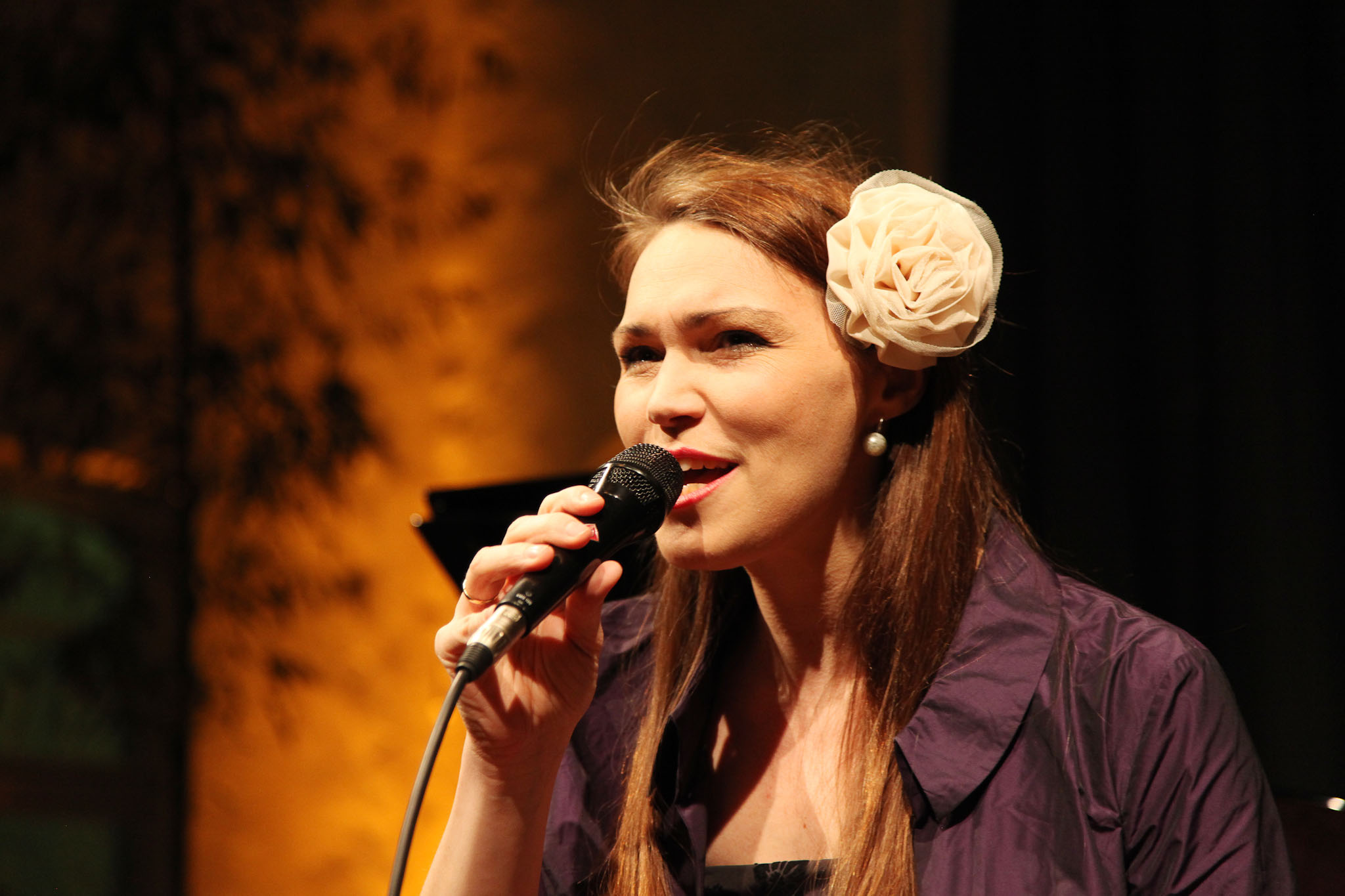
Sabine Kühlich 2012 im Maxhaus in Düsseldorf

Sabine Kühlich (* 1. Februar 1973 in Gera) ist eine deutsche Musikerin des Modern Jazz (Gesang, Altsaxophon, Klarinette, Keyboards). Sie ist dem Belgischen Rundfunk zufolge „eine der talentiertesten Jazzsängerinnen Europas“.

## Leben und Wirken
Kühlich erhielt mit sechs Jahren Klavierunterricht und entdeckte mit fünfzehn Jahren das Saxophon. Zunächst studierte sie ab 1991 Psychologie an der Universität Würzburg, entwickelte während des Studiums aber eine Begeisterung für Jazz und studierte als Gast an der Hochschule für Musik Würzburg Jazzsaxophon. 1999 wechselte sie an das Konservatorium von Maastricht, um dann bis 2005 am Conservatorium van Amsterdam Jazzgesang zu studieren und für ein halbes Jahr während des Masterstudiums 2004 an der Manhattan School of Music Komposition und Arrangement bei Dave Liebman, Michael Abene und Phil Markowitz. Sie gründete ihre eigene Band; Tourneen führten sie 2003 nach Südostasien und 2007 nach Brasilien. Seit 2004 war sie mehrfach mit Sheila Jordan in Deutschland auf Konzertreise. 2008 tourte sie Sam Vloemans durch Belgien und die Niederlande; mit dem Gitarristen Adam Rafferty bildet sie das Duo Adam & Sabine und mit Anne Czichowsky die Gruppe Lines for Ladies. Am 8. Oktober 2017 sang sie zusammen mit Samira Saygili das von Peter Autschbach komponierte Orchesterwerk Wir sind Demokratie beim 6. Kongress der Industriegewerkschaft IG Bergbau, Chemie, Energie vor 1100 Delegierten.
Seit Januar 2006 ist Kühlich Dozentin am Conservatorium van Maastricht. Im Jazzclub Jakobshof in Aachen begründete sie ihre eigene Reihe Vocal Spot, die sie seit 2007 in Köln weiterführt; daneben arbeitet sie im Projekt Jazz for Pänz mit Kindern.

## Preise und Auszeichnungen
Kühlich erhielt beim International Vocal Contest in Brüssel im Oktober 2007 den zweiten Preis und war auch beim Leidse Jazz-Award und beim 20. Concour de la Chanson in Amsterdam Finalistin. 2008 wurde sie auf dem Montreux Jazz Festival mit dem 1. Preis der International Montreux Jazz Voice Competition ausgezeichnet und erhielt auch den Publikumspreis. Beim Duo-Wettbewerb Voice and Guitar war sie 2010 mit Adam Rafferty unter den Preisträgern.

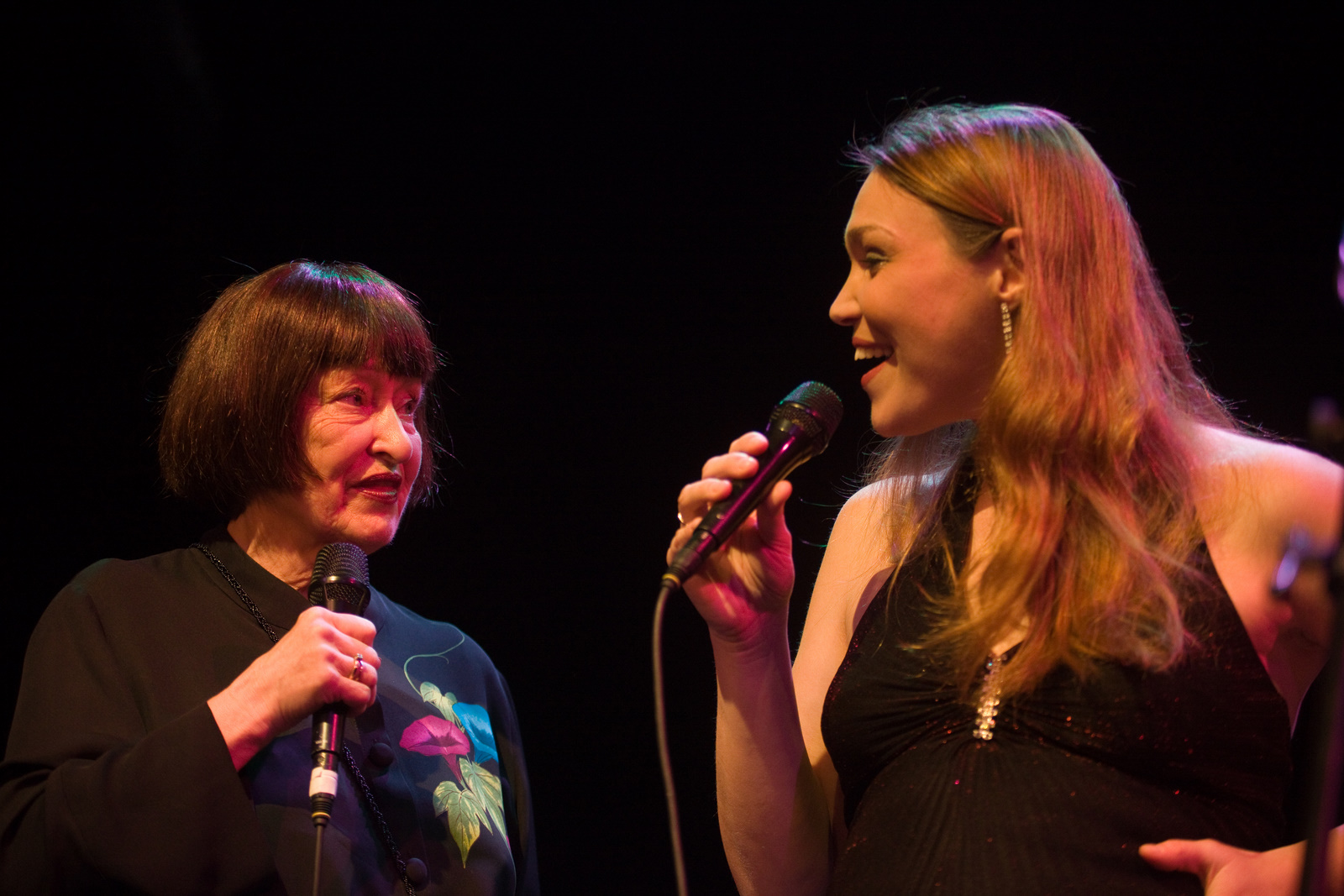
Sabine Kühlich (mit Sheila Jordan, links, 2010)

## Diskographie
- It Could Happen to You (2001) – Sabine Kühlich Quartett
- Fly Away (2004) – Sabine Kühlich & CRISP! feat. Sheila Jordan (mit Tine Schneider, Hubert Winter, Rudi Engel, Bill Elgart)
- Two Generations of Singers (2006) – Sheila Jordan & Sabine Kühlich (mit Stefan Michalke und Stefan Werni)
- Girl meets Guitar (2006) – Adam and Sabine (mit Adam Rafferty)
- Lines for Ladies Feat. Sheila Jordan & Kristin Korb Live! (Da Music 2016, mit Laia Genc und Anne Czichowsky)